# حقل المشراق
كبريت المشراق حقل كبريت غني، في منطقة المشراق بمسافة 45 كيلومتراً جنوب مدينة الموصل، أنشأت له وزارةُ الصناعة العراقية الشركةَ العامة لكبريت المشراق عام 1969، وبدأ إنتاجها في 28 كانون الأول عام 1971، يستخرج الكبريت من حقل المشراق بالطريقة المسماة بـ (طريقة فريش) من أعماق تتراوح بين 120-200 متر. احتياطي المشراق نحو ثلثي الكبريت الموجود على الكرة الأرضية وفقاً لوزارة الصناعة العراقية. كبريت المشراق في ثلاثة حقوق، ذكر احمد عبدالله روضان مدير عام الشركة العامة لكبريت المشراق العام، في 22 كانون الأول سنة 2020 أن احتياطي الحقل الأول 65 مليون طن، والحقل الثاني 66 مليون طن، أما الثالث فتبلغ احتياطاته 224 مليون طن وهو الأكبر، وقال الجبوري إن الحقلين الثاني والثالث لم يستثمرا حتى الآن.